# Креспи, Лоренцо
Лоренцо Креспи (итал. Lorenzo Crespi), настоящее имя Винченцо Леопицци (итал. Vincenzo Leopizzi; 13 августа 1971, Мессина, Сицилия, Италия) — итальянский актёр кино.

## Биография
Лоренцо Креспи с четырёх лет воспитывался матерью без отца, учился в школе Института селезианцев «S.Luigi». В 1987 году из Мессины в Милан, работал официантом и охранником в ночном клубе. Был моделью известного итальянского дизайнер Джорджио Армани. Увлёкся актёрской профессией, был ассистентом Витторио Сгарби.
В кино дебютировал в 1995 году в фильме Паппи Корсикато «I buchi neri».
Получил известность в роли Джулио в картине «Синдром Стендаля» Дарио Ардженто. Работал с выдающимся режиссёром Линой Вермюллер в фильме «Нимфа плебеа». Полюбился зрителям как герой телесериалов.
Активно занимается спортом — боксом и американским футболом.

## Фильмография
Кинофильмы
- 1995 — I buchi neri — Аделмо
- 1996 — Итальянцы / Italiani
- 1996 — Нимфа / Nimfa
- 1996 — Нимфа плебеа / Nimfa plebea
- 1996 — Синдром Стендаля / Sindrome di Stendhal, La — Джулио
- 1997 — Марианна Укрия / Marianna Ucria — Саро
- 1997 — Porzus — Геко
- 1997 — Принцесса и нищий / La Principessa il povero-Леонардо

Телесериалы
- 1996 — Возвращение Сандокана — Андре де Гомер
- 2002 — Карабинеры — Томассо Палермо
- 2005 — Gente di mare
- 2007 — Помпеи — Марко

## Награды
- 1997 — Итальянская премия «Золотой глобус»